# НСУ 6/18 ПС
НСУ 6/18 ПС био је аутомобил ниже средње класе произведен између 1911. и 1914. године од стране немачког произвођача аутомобила НСУ у њиховој фабрици у Некарсулму. То је био наследник модела 6/14 ПС.
Аутомобил је покретао четвороцилиндрични редни мотор, са воденим хлађењем, запремине 1560 цм³ (пречник х ход = 75 × 88 мм) и 1913. године (пречник х ход = 75 × 100 мм), снаге 13,2 kW (17,7 КС) при 1800 о/мин. Овај мотор је имао троструко подржану радилицу, подмазивање под притиском, магнетно паљење и СВ-вентиле у Л-глави цилиндра. Мотор је био постављен напред и преко кожноконусног квачила, тробрзинског мењача и вратила погон је преношен на задње точкове.
Међуосовински размак је био 2650 мм, размак точкова 1150 мм (1913. 1250 мм) и тежина шасије 680 кг и максимална брзина 60 км/ч.
1913. године је модел 6/18 ПС редијзаниран. Размак точкова се повећао за 100 мм, добио нови мотор исте снаге повећаног хода и нову овалну маску.
Производња је због рата пркинута 1914. године без наследог модела.